# Frederico Carlos Hoehne
Frederico Carlos Hoehne (Juiz de Fora, Minas Gerais, 1 de febrero de 1882 – São Paulo, 16 de marzo de 1959) fue un botánico y ecólogo brasileño, defendió la protección de la naturaleza durante toda su vida, siendo un pionero en este tema entre los científicos de su país.
En 1907 se casó con Carla Augusta Frieda Kuhlmann, también de ascendencia alemana con quien tuvo cuatro hijos. Ese mismo año es Jardinero jefe del Museo Nacional de Río de Janeiro y desde mediados de 1908 participó en expediciones científicas para recolectar plantas. En 1917 se trasladó a São Paulo para trabajar en la Sección de Botánica del Instituto Butantan Como Director Superintendente del Departamento de Botánica del Estado, fue fundador del Jardín Botánico de São Paulo en 1938, el cual fue transformado en 1942 en Instituto de Botánica del Estado, bajo su dirección. También fue director de instituciones, como el Instituto Butantan y el Zoológico de São Paulo. Además fue escritor.

## Algunas publicaciones
- Hoehne, fc. Commissão de Linhas Telegraphicas Estratégicas de Mato-Grosso ao Amazonas. Annexo n.º 5-Historia Natural Botanica - Parte V; Mayacaceas, Xyridaceas, Commelinaceas, Liliáceas, Amaryllidaceas, Iridáceas, Musáceas, Cannaceas, Marantaceas, Orchidaceas, Phytolaccaceas entre outras. Río de Janeiro, 1915
- ----. Relatorios dos trabalhos de botanica e viagens executadas durante os annos de 1908 e 1909. 1916
- ----. . Monographia das Asclepiadaceas Brasileiras : Monographia das Asclepiadaceas Brasileiras (Monographia Asclepiadacearum Brasiliensium) ou Relação e descripção das Asclepiadaceas brasileiras encontradas nos diversos herbários do Brasil) Fascículos I e II. Commissão de Linhas Telegraphicas Estratégicas de Mato-Grosso ao Amazonas (Publicação n. 38); Edição brochura. Río de Janeiro, 1916.
- ----. Vegetaes anthelminticos ou enumeração dos vegetaes empregados na medicina popular como vermífugos. Río de Janeiro, Weiszflog Irmãos, 1920
- ----. Campos do Jordão - seu clima e fitofisionomia. São Paulo, Museu Paulista, 1924
- ----. Album da Secção de Botanica do Museu Paulista e Suas Dependencias, etc. São Paulo, Imprensa Methodista, marzo de 1925. Con 218 fotograbados y zincografías y 5 tricromías; Publicação comemorativa do oitavo aniversário da Secção de Botanica que se fez com a criação do Horto "Oswaldo Cruz", de Butantan
- ----. As Plantas ornamentaes da Flora Brasílica. Vol I. São Paulo, Secretaria de Agricultura, Indústria e Comércio, 1930
- ----. O Jequitibá Rei - 2° Vol. da Série Dramas e Histórias da Natureza. Río de Janeiro, Livraria Liberdade, 1930
- ----. Resenha Histórica para a Comemoração do Vigésimo Aniversário da Seção de Botânica e Agronomía Anexa ao Instituto Biológico de São Paulo. São Paulo: Secretaria de Agricultura, Indústria e Comércio, 1937
- ----. Painas, Cortiças e Similares Vegetaes da Flora Brasilica. Río de Janeiro, Typographia Brasil, 1938
- ----. Plantas e Substâncias Tóxicas e Medicinais. Río de Janeiro, Graphicards, 1939
- ----. Arquivos de Botânica do Estado de São Paulo. Volume I - fascículos: 2, 3, 4, 5. São Paulo, 1939
- ----. Arquivos de Botânica do Estado de São Paulo. Volume I - fascículo 6. São Paulo, 1944
- ----. Arquivos de Botânica do Estado de São Paulo. Volume II – fascículo 3. São Paulo, 1946
- ----. Arquivos de Botânica do Estado de São Paulo. Volume II -fascículo 5. São Paulo, 1950
- ----. O litoral do Brasil Meridional. Vol 4. Excursão de Santos até Laguna. São Paulo, Secretaria da Agricultura, Indústria e Comércio, 1940
- ----; Kuhlmann, m & o Handro. O Jardim Botânico de São Paulo. São Paulo, Secretaria da Agricultura, Indústria e Comércio, 1941
- ----. Relatório Annual do Instituto de Botânica. São Paulo, Secretaria de Agricultura do Estado, 1941
- ----. Relatório Annual do Instituto de Botânica. São Paulo, Secretaria de Agricultura do Estado, 1942
- ----. Relatório Annual do Instituto de Botânica. São Paulo, Secretaria de Agricultura do Estado, 1943
- ----. Relatório Annual do Instituto de Botânica. São Paulo, Secretaria de Agricultura do Estado, 1944
- ----. Relatório Annual do Instituto de Botânica. São Paulo, Secretaria de Agricultura do Estado, 1945
- ----. Relatório Annual do Instituto de Botânica. São Paulo, Secretaria de Agricultura do Estado, 1946
- ----. Frutas Indígenas. São Paulo, Instituto de Botânica, 1946 (reeditado en 1979)
- ----. Relatório Annual do Instituto de Botânica. São Paulo, Secretaria de Agricultura do Estado, 1947
- ----. Relatório Annual do Instituto de Botânica. São Paulo, Secretaria de Agricultura do Estado, 1948
- ----. Relatório Annual do Instituto de Botânica. São Paulo, Secretaria de Agricultura do Estado, 1949ª.
- ----. Relatório Annual do Instituto de Botânica. São Paulo, Secretaria de Agricultura do Estado, 1950
- ----. Relatório Annual do Instituto de Botânica. São Paulo, Secretaria da Agricultura do Estado, 1951.
- ----. Octomeria da afinidade de O. Chamaeleptores. Revista Orquídea, V. 14/n. 6, 1952

### Libros
- ----; Schlechter, r. Anexos das Memórias do Instituto de Butantan Vol 1 - Fasc. 5. São Paulo, Melhoramentos (Weiszflog Irmãos), 1922. 208 pp.
- ----. A Flora do Brasil – in: Recenseamento do Brasil realizado em 1 de setembro de 1920. Río de Janeiro, Ministério da Agricultura, Industria e Commercio, Directoria Geral de Estatística, Typographia da Estatística, 1922. Formato 18×26 cm, brochura ilustrada com fotos p&b e desenhos coloridos de página inteira de Castro Silva, 136 pp.
- ----. Monographia das Aristolochiaceas Brasileiras. Reimpresso das Memórias do Instituto Oswaldo Cruz. Tomo XX, Fascículo I, 192 pp. 87 estampas, 18×27 cm Río de Janeiro, 1927
- ----. Boletim de Agricultura - julio y agosto de 1929. Rothschild, 1929. Ilustraciones originales, brochura, 120 pp. 16×23 cm
- ----. Álbum das Orchidaceas Brasileiras e o Orchidário do Estado de São Paulo. São Paulo, Secretaria de Agricultura, Industria e Commercio de São Paulo, 1930. Con 58 estampas en colores naturales y 109 clichés escuros. 264 pp. 19×26, 5 cm encuadernado
- ----. Araucarilandia. Observações Geraes e Contribuições ao Estudo da Flora e Phytophysionomia do Brasil. São Paulo: Secretaria da Agricultura, Industria e Commercio do Estado de São Paulo; Directoria de Publicidade, 1930. 133 pp.
- ----. As Plantas Ornamentaes da Flora Brasilica (e o seu papel como factores da salubridade publica, da esthética urbana e artes decorativas nacionaes). São Paulo, Rothschild, 1936. 408 pp.
- ----. Botânica e Agricultura no Brasil no Século XVI. Coleção Brasiliana. Companhia Editora Nacional, 1937. 410 pp.
- ----. Arbonização urbana. 1944. 215 pp.
- ----. Flora Brasilica - série de livros publicados pela Secretaria de Agricultura do Estado de São Paulo entre 1940 e 1955: http://pt.wikipedia.org/wiki/Flora_Brasílica
  - • Fascículo 1, Vol. 12.1; 1 a 12 - Orchidaceae (12 gêneros e 236 espécies), por Frederico C. Hoehne - 254 pp. y 153 tablas. 1940
  - • Fascículo 2, Vol. 25.2; 122 - Leguminosae (1 gênero e 11 espécies), por Frederico C. Hoehne - 20 pp. y 15 tablas. 1940
  - • Fascículo 3, Vol. 25.2; 128 - Leguminosae (2 gêneros e 122 espécies), por Frederico C. Hoehne - 100 pp. y 107 tablas. 1941
  - • Fascículo 4, Vol. 25.2; 126 e 127 - Leguminosae (2 gêneros e 44 espécies), por Frederico C. Hoehne - 39 pp. y 40 tablas. 1941
  - • Fascículo 5, Vol. 12.6; 97 a 114 - Orchidaceae (19 gêneros e 117 espécies), por Frederico C. Hoehne - 218 pp. y 138 tablas. 1942
  - • Fascículo 6, Vol. 15.2 - Aristolochiaceae (3 gêneros e 137 espécies), por Frederico C. Hoehne - 141 pp. y 123 tablas. 1942
  - • Fascículo 7, Vol. 48; 1 a 14 - Labiatae (14 gêneros e 90 espécies), por C. Epling. e J. F. Toledo - 107 pp. y 42 tablas. 1943
  - • Fascículo 10, Vol. 12.7; 115 a 147 - Orchidaceae (37 gêneros e 212 espécies), por Frederico C. Hoehne - 396 pp. y 182 tablas. 1953
- ----. Plantas aquáticas. Publicado con 81 planchas de las cuales 2 en colores, representando 265 especies de las cuales 124 algas unicelulares, 16 algas pluricelulares, 10 criptógamos vasculares, 80 monocotiledóneas y 35 dicotiledóneas. São Paulo, Instituto de Botânica de São Paulo, 1948 (reeditado en 1979)
- ----. Iconografía de Orchidaceas do Brasil. 1 p. texto con fotos e ilustraciones + 300 pp. c/ tablas ilustradas coloreadas & p&b, formato: 22×33 cm; São Paulo, Graficards F. Lanzara, 1949b
- ----; Kuhlmann, joão geraldo. Índice bibliográfico e numérico das plantas colhidas pela Comissão Rondon. (Comisión de líneas telegráficas estratégicas de Mato-Grosso a Amazonas de 1908 hasta 1923) Brochura, 30×23 cm, 400 pp. São Paulo, Instituto de Botânica de São Paulo, 1951
- ----. Iconografía das Gesneriáceas do Brasil. Brochura; formato 23×31cm; 521 pp. São Paulo, Secretaria da Agricultura, 1970

## Honores

### Eponimia
Géneros
- (Asteraceae) Hoehnephytum Cabrera[3]

- (Lamiaceae) Hoehnea Epling[4]

- ([[Orchidaceae) Hoehneella Ruschi[5]

Especies (167 + 35 + 5 registros)
- (Cyperaceae) Pleurostachys hoehneana R.Gross in Pilg.[6]

- (Fabaceae) Senegalia hoehnei Seigler, M.P.Lima, M.J.F.Barros & Ebinger[7]

- (Orchidaceae]]) Encyclia hoehnei (A.D.Hawkes) Pabst[8]

- (Orchidaceae) Oncidium hoehneanum Schltr. ex Mansf.[9]

- (Polypodiaceae) Pecluma hoehnei (A.Samp.) Salino[10]
- La abreviatura «Hoehne» se emplea para indicar a Frederico Carlos Hoehne como autoridad en la descripción y clasificación científica de los vegetales.[11]